# Bert Baldwin
Bert Baldwin, pseudonimo di Robert Walter Baldwin D'Albora (Meriden, 30 maggio 1959 – Chicopee, 24 settembre 2021), è stato un tastierista, cantante, polistrumentista, produttore discografico e tecnico del suono statunitense, noto per le sue collaborazioni con Spock's Beard e Dream Theater, nonché per la sua attività di turnista, soprattutto con Jordan Rudess.

## Biografia
Nato a Meriden, figlio di Robert Baldwin e Alice Simpson, e cugino del chitarrista di musica d'ambiente Mark Baldwin. Si trasferì all'età di tre anni a West Springfield con la famiglia per la maggior parte della sua vita, prima di trasferirsi a Chicopee. Si laureò nel 1977 alla West Springfield High School e successivamente lavorò come camionista e in seguito è diventato responsabile dei trasporti. Fu anche membro della Bethany Assembly of God Church.

### Musicista
In quanto musicista ha fatto parte di band quali Yellow Matter Custard, un supergruppo cover band dei Beatles, Cygnus and the Sea Monsters, cover band dei Rush, degli Heartland, nonché dei Mike Portnoy's Shattered Fortress.

### Altre attività
Negli anni successivi ha intrapreso anche l'attività di produttore discografico e tecnico del suono, per artisti quali The Jelly Jam, Yellow Matter Custard e Neal Morse, oltre a cimentarsi nel ruolo di cantante; è infatti la voce di alcuni album di Jordan Rudess, anch'egli membro dei Dream Theater.

## Vita privata
Da una sua breve relazione nacque il bassista fusion Nat Baldwin, mentre da sua moglie Kathleen Read ebbe i figli Dennis e Tammy Baldwin, e adottò un bambino di nome Erik Munkittrick.

## Discografia parziale

### Come musicista

#### Con Jordan Rudess
- 2014 - Explorations
- 2015 - The Unforgotten Path
- 2019 - Wired for Madness

#### Solista
- 2004 - Tonka: Load Em Up! Mighty Fun Tunes Album Information
- 2006 - Tonka:Playtimes Tunes

#### Con gli Yellow Matter Custard
- 2003 - One Night in New York City

#### Con i Cygnus and the Sea Monsters
- 2006 - One Night in Chicago

#### Con i Mike Portnoy's Shattered Fortress
- 2017 - Scenes from Barcelona
- 2018 - Live in Moscow

#### Collaborazioni
- 2003 - Neal Morse - Testimony Live
- 2009 - Steven Wilson - Insurgentes
- 2011 - Edoardo De Angelis - Sale di Sicilia
- 2013 - Renzo Zenobi - Canzoni sulle pagine
- 2015 - Gianni Togni - Il bar del mondo
- 2019 – Gianni Togni - Futuro improvviso

#### Partecipazioni
- 2005 - After The Storm "A Benefit Album For The Of Hurricane Katrina

### Come tecnico del suono
- Dream Theater - Metropolis 2000: Scenes From New York
- Dream Theater - Live At Budokan
- Dream Theater - Octavarium
- Jordan Rudess - Keyfest Live!
- Jordan Rudess - The Road Home
- Steven Wilson - Insurgentes
- Spock's Beard - Feel Euphoria
- Spock's Beard - Octane
- Spock's Beard - The Oblivion Particle
- Transatlantic - Kaleidoscope
- Flying Colors - Third Degree
- Metal Allegiance - Metal Allegiance
- Metal Allegiance - Volume II:Power Drunk Majesty

#### Tecnico del suono con Jordan Rudess
- 2004 – Rhythm of Time
- 2007 – The Road Home